# Körbaer Teich
Der Körbaer Teich ist ein kleiner See in Brandenburg, Deutschland. Er befindet sich bei Körba, einem Ortsteil von Lebusa im Landkreis Elbe-Elster. In Ost-West-Richtung beträgt seine Länge etwa 800 Meter, in Nord-Süd-Richtung etwa 400 Meter, sodass er über eine Wasserfläche von 25,8 Hektar verfügt. Diese erreicht eine Tiefe von zwei Metern.
Aus dem Körbaer Teich fließt das Schweinitzer Fließ ab. Das Gewässer wurde von Karmeliten zur Karpfenzucht künstlich angelegt. Der Körbaer Teich ist Teil des FFH-Gebiets „Körbaer Teich- und Niederungslandschaft am Schweinitzer Fließ“.